# Periclista lineolata
Periclista lineolata is een vliesvleugelig insect uit de familie van de bladwespen (Tenthredinidae). De wetenschappelijke naam van de soort is voor het eerst geldig gepubliceerd in 1816 door Klug.

## Kenmerken
De overwegend zwarte bladwespen bereiken een lichaamslengte van 6–7 mm. De gladde thorax heeft geen inzakkingen. De achterste randen van de tergieten zijn bleek van kleur. De voorvleugels hebben een donker pterostigma. De femora zijn zwart, de witachtige tibiae zijn bruinachtig aan het apicale uiteinde, de tarsi zijn bruinachtig van kleur. De antennes zijn korter dan die van de verwante soort Periclista pubescens. Het derde antennesegment is aanzienlijk langer dan de antennesegmenten 7 en 8 samen. De lichtgroene larven bereiken een lengte tot 17 mm. Haar hoofd is donker. Ze zijn bedekt met zwarte dubbele doornen, waarvan de stekels ongeveer even lang zijn als de vertakkende doornen.

## Verspreiding
Het voorkomen van Periclista lineolata strekt zich uit over grote delen van Europa. Het komt voor in het zuiden en midden van Engeland en Wales. De soort is wijdverspreid in West- en Centraal-Europa. In het noorden strekt het voorkomen zich uit tot Finland, in het zuiden tot het centrale Middellandse Zeegebied (Italië). De soort ontbreekt blijkbaar op het Iberisch schiereiland.

## Levenswijze
Het leefgebied van plantenwespen zijn gebieden met eikenvegetatie. De plantenwespen worden meestal waargenomen in april en mei. De larven komen een paar dagen na het leggen van hun eieren uit. Deze ontwikkelen zich op verschillende eiken, vooral de zomereik, wintereik en Amerikaanse eik, waarvan ze de bladeren eten. Vanaf eind mei verlaten de larven de bomen en graven zich in de grond, waar ze kort daarna verpoppen. Het popstadium van de univoltiene soort duurt tot het volgende voorjaar.

## Parasitoïden
De parasitoïden van Periclista lineolata omvatten de sluipwespen Campodorus holmgreni (onderfamilie Ctenopelmatinae), die in de bladwesplarve blijft totdat de gastheercocon compleet is, en Mesochorus punctipleuris (onderfamilie Mesochorinae), een hyperparasiet van zwarte wespen.